# Melosperma andicola
Melosperma andicola là một loài thực vật có hoa trong họ Mã đề. Loài này được George Bentham mô tả khoa học đầu tiên năm 1846.

## Phân bố
Loài này có tại Argentina (đông bắc, nam) và trung Chile.

## Phân loài và thứ
- Melosperma andicola var. angustifolia (Phil.) Rossow, 1985 (đồng nghĩa: Melosperma angustifolia Phil., 1873).[3]